# 阵发性剧痛症
阵发性剧痛症是一种常染色体显性遗传的疼痛性疾病，症状为无征兆的突发性烧灼痛，伴有皮肤潮红，一般发生在直肠、下颌和眼部。

## 症狀和病徵
阵发性剧痛症的特點是會在直肠、人眼及下顎有劇烈灼痛。不過剧痛可能集中在這些區域，也可能會擴散到其他區域。阵发性剧痛症的疼痛程度不受低估，有已有分娩經驗的女性描述阵发性剧痛症的痛比分娩還痛。一般會伴隨出現疼痛部位附近的皮膚發紅。